# ガーセム・ソレイマーニー
- ガセム・ソレイマニ

ガーセム・ソレイマーニー（ペルシア語: قاسم سلیمانی、Qasem Soleimani [ɢɒːˌsem(e) solejmɒːˈniː]、1957年3月11日 - 2020年1月3日）は、イランの軍人。イスラム革命防衛隊の一部門で、イラン国外でも特殊作戦を行うゴドス部隊（Quds Force）の司令官を務めた。日本語メディアではガセム・ソレイマニ、カセム・ソレイマニ、またカセム・スレイマニとも表記される。

## 経歴
少将。1957年3月11日、ケルマーン州ラーボル郡カナーテ・マレク村 出身。

### 従軍前
青年期は建築労働者として父の負債を返済するために働いた。1975年にケルマーン州の水道局の請負人として働いた。イラン革命後に設立されたイスラム革命防衛隊へ1979年に入隊した。

### 従軍後
入隊後、軍事訓練はほとんど受けないままに出世を重ね、軍人としてのキャリアの初期に西アーザルバーイジャーン州におけるクルド人独立勢力の鎮圧に参加した。
イラン・イラク戦争の際は戦場に加わり、指揮官として参加した。従軍後すぐにその勇敢さを認められ、20代で師団長となりほとんどの戦線に参加した。
イラン・イラク戦争後の1990年代はケルマーン州のイラン革命防衛隊の司令官に就任し、軍事経験を生かしてイランとアフガニスタンの国境において麻薬密輸団との戦いに従事し、イランの東側の国境での麻薬の密売阻止に成果を上げた。
その後、2010年代にはサウジアラビアの駐米大使暗殺未遂事件への関与やイラク軍がISILへ奪還作戦を行った際は現地入りし、地元民兵組織の作戦調整などを行っていた。
ソレイマーニーは米国のテロ関係者リストに記載されており、2007年以降米国民は同氏との経済活動を禁じられていた。欧州連合官報が2011年6月24日に発表した制裁リストには、シリアのアサド政権に資金提供しているとされるシリアの不動産企業、投資ファンド、および2つの企業が記載されていた。リストにはサーデグ・マフスーリー、モハンマドアリー・ジャアファリー、ホセイン・タエブの名も記載されていた。

### イラン・イラク戦争
1980年9月22日、当時のイラクのサッダーム・フセイン大統領がイランに侵攻した際、ガーセム・ソレイマーニーは、イランのイスラム革命防衛隊の中尉だった。しかしイラン・イラク戦争の勃発とともに、敵陣地に潜入しての大胆な偵察作戦で名をはせた。それによって急速に昇進を果たし、30歳にして第41タサララ師団の司令官に任命された。

### ケルマーン司令官
ソレイマーニーは1990年代、イラン南東部ケルマーンのイスラム革命防衛隊司令官を務めた。アフガニスタンと国境を接するこの地域を通じてトルコと欧州に向けて麻薬の密輸が横行した。1999年のテヘランの学生蜂起鎮圧後、ソレイマーニーら24人のイスラム革命防衛隊将校は、当時のモハンマド・ハータミー大統領に言論の自由の抑圧が軍に影響を与えたと懸念を表明する書簡を送った。

### ゴドス部隊司令官
2000年、ソレイマーニーは革命防衛隊の特殊作戦部隊であるゴドス部隊司令官に任命された。ソレイマーニーは最高指導者アリー・ハーメネイーと度々会見するなど子飼い的立場にあり、海外でのテロ活動の全権を委ねられていたと見られている。
ソレイマーニーは2007年3月、国際連合安全保障理事会決議1747の対イラン制裁の対象者のリストに記載された。2007年、イスラム革命防衛隊のヤヒヤー・ラヒーム・サファヴィー司令官が退任する際、ソレイマーニーは後継司令官の有力候補の一人とされた。決議1747は2016年の国際連合安全保障理事会決議2231によって失効したものの、ソレイマーニーへの制裁は決議2231でも引き続き継続された。
2008年、レバノンのイスラム教シーア派組織ヒズボラ幹部だったイマード・ムグニヤの死因を究明するイラン調査団を率いた。

### シリア内戦におけるアサド支援
2011年、サウジアラビアのアーデル・ジュベイル 駐米大使（当時）暗殺未遂事件に関与した。欧州連合の公式ジャーナルは2011年6月24日、制裁対象のイスラム革命防衛隊の3人のメンバーが「シリア政権による国内の抗議行動の弾圧を支援するため、機器と支援物資を提供している」と指摘した。欧州連合の制裁リストに追加されたのは、革命防衛隊のソレイマーニー、モハンマドアリー・ジャアファリー両司令官と、革命防衛隊で情報担当のホセイン・タエブ副司令官であった。
中東各国からシーア派民兵を集めシリアの反体制派組織の拠点を包囲して飢えさせ降伏させるという非人道的な手段をとった。化学兵器使用を指示したのも彼とされる。

### 対ISIL戦争と、イラクへの浸透
2015年3月2日、イラクのティクリートにおいて、イラク軍とシーア派民兵組織がティクリートを支配していた過激派組織ISILに対して部隊規模約3万人の大規模な奪還作戦を行った際は、ソレイマーニーがサラーフッディーン県に入り、イラク軍や民兵などの作戦の調整に当たったとイラクのメディアが報じていた（第二次ティクリートの戦い）。
2016年5月、イラク軍が2014年よりISILにより支配されているファルージャの奪還作戦を開始した際もソレイマーニーが現地入りしていることが報道されていた。このISISとの戦争中にソレイマーニーはシーア派民兵の「人民動員隊（PMF）」を指揮下に置き、影響力を強めた。PMFはイラク政府に公認されるなどして勢力を拡大し、スンニ派地域で暴虐行為を行ったとされる。
2018年7月26日に「持っているすべてを破壊する」とドナルド・トランプ大統領を名指しで挑発していた。2019年10月にはイラクの首都バグダードで大規模な反政府デモが勃発、イラン総領事館が放火されるなど反イラン的な動きが強まった。このデモ鎮圧にPMFも参加し、デモ隊に400名以上の死者を出した。

## 殺害

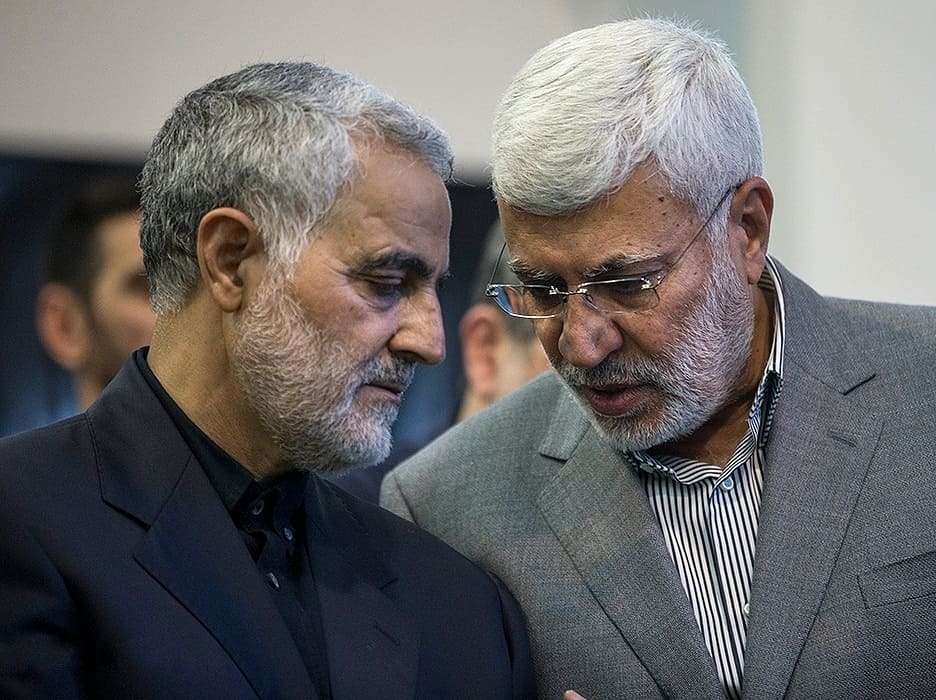
ガーセム・ソレイマーニー(左) 、アブー・マフディー・アル＝ムハンディス(右)。 2017年にテヘランのモサラで行われたソレイマニーの父親に対する式典にて。

2020年1月3日、ソレイマーニーは車列でバグダード国際空港そばを走行中に米軍の無人攻撃機のMQ-9 リーパーによる攻撃を受け、カターイブ・ヒズボッラーの最高指導者であり、PMFの副司令官でもあったアブー・マフディー・アル＝ムハンディスを含む4人とともに死亡した。彼の遺体は原形をとどめないほどにひどく焼かれたものの、本人照合は彼が常日頃身に着けていた指輪により特定された。
イラクおよびイランの一部の都市で1月4日から7日にかけ、数百万人が参加する葬儀が開催された（ソレイマーニーの葬儀）。テヘランでの葬儀はルーホッラー・ホメイニー以来イランで最大のものと評された。
故郷ケルマーンにおける葬儀は、群集事故が発生したため延期された。告別式は在日イラン大使館でも2020年1月9日に行われた。

## その後
- 2022年8月10日、アメリカ司法省はソレイマーニー暗殺の報復として、大統領補佐官であったジョン・ボルトンの暗殺計画が存在したことを明らかにしている[45]。
- 命日から4年となる2024年1月3日、ソレイマーニーを偲ぶため大勢の人が墓地に集まっていたところに仕掛けられた爆弾が2回爆発し、80人以上が死亡した。翌4日にISILが犯行声明を出している[46][47]（2024年ケルマーン自爆テロ事件）。
- 2024年8月6日、アメリカ司法省は、パキスタン人1人を訴追したと発表。ソレイマーニー殺害に対する報復として、アメリカ国内の政治家や政府高官の暗殺を企てた容疑[48]。

## 親族
- 娘 ゼイナブ・ソレイマーニー